# IC 610
IC 610 = IC 611 ist eine Spiralgalaxie mit ausgedehnten Sternentstehungsgebieten vom Hubble-Typ Sbc im Sternbild Löwe an der Ekliptik. Sie ist rund 49 Millionen Lichtjahre von der Milchstraße entfernt und hat einen Durchmesser von etwa 30.000 Lichtjahren. Die Entfernungsmessungen basierend auf den Radialgeschwindigkeiten stimmen nicht mit den rotverschiebungsunabhängigen Entfernungsschätzungen von 120 ± 39 Millionen Lichtjahren überein.

Im selben Himmelsareal befinden sich u. a. die Galaxien NGC 3226 und NGC 3227.
Das Objekt wurde am 20. April 1889 vom US-amerikanischen Astronomen Lewis Swift entdeckt.